# Kungliga orden av Hawaiis krona

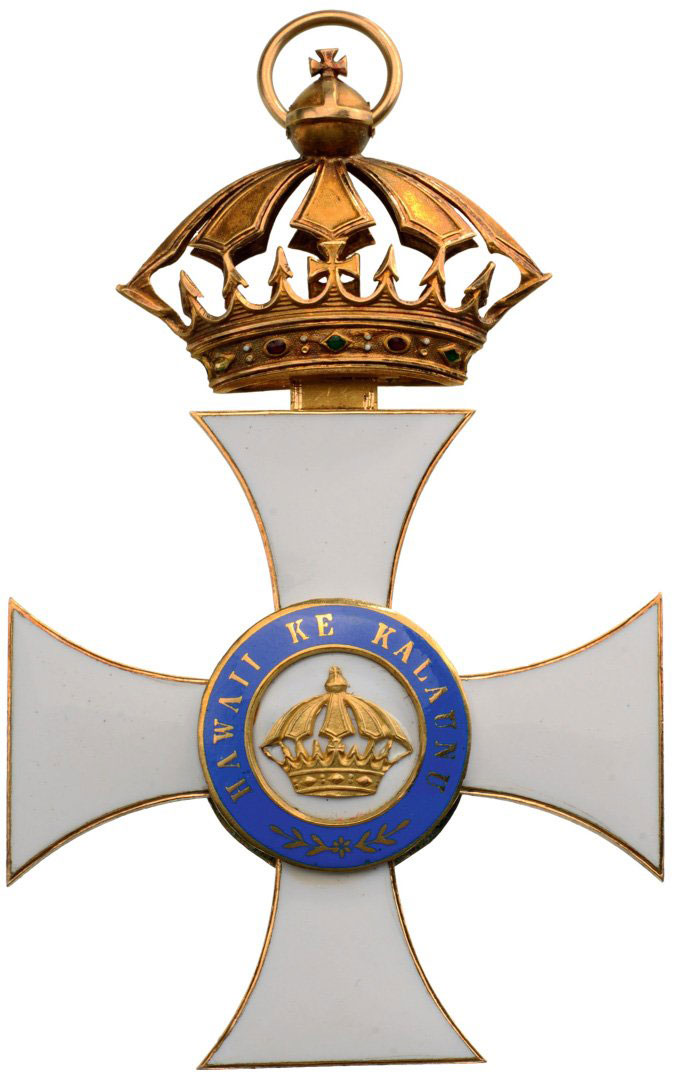
Ordens kors

Kungliga orden av Hawaiis krona är en hawaiisk orden. Den grundades av kungen Kalākaua till minnet av sin kröning år 1882. Benämningen till orden är en utmärkelse som delas för lojalitet och tjänst för kungahuset samt med utbildning och kultur. För en lång tid var orden vilande men grundades åter år 2016.
Orden består av sju grader:
- storkors
- storofficerare
- kommendör
- officerare
- riddare
- guldmedalj
- silvermedalj